# Monumento funebre di Bartolino da Terni

## Storia
Bartolino da Terni è stato un condottiero che mise la sua vita a servizio della Repubblica di Venezia che occupava la città di Crema, e a riconoscenza della sua quarantennale dedizione, la cittadinanza alla sua morte, avvenuta il 1º luglio 1518, fece porre un monumento funebre nella chiesa della Santissima Trinità che si trovava vicina alla sua abitazione. Per la realizzazione fu incaricato Lorenzo Bregno. La particolarità dell'opera sta anche nell'accentuazione di quello che era la caratteristica del Bartolino, il naso, veniva infatti questo chiamato Naso di Patata.
ma nostra Repubblica, dal luogo sopra della porta de Battisterio in cornu evangelii immediate fuori del Presbiterio del grand’Altare, e quella e questo collocati sopra della porta maggiore interiormente con la sua antica inscrizione e nella stessa figura e sistema di prima[...]»
La scultura fu realizzata da Lorenzo Bregno a Venezia su commissione della Repubblica veneta, e successivamente portata a Crema.
Il monumento fu originariamente collocato fuori dal coro del presbiterio, a destra dell'altare maggiore, dell'antica chiesa della Santissima Trinità, costruita nel 1479 da Giuliano Ogliaro.
il monumento fu rimosso il 27 giugno 1738, per la ricostruzione dell'edificio. I lavori di rifacimento terminarono nel 1740. In quell'occasione il monumento fu collocato sulla controfacciata, dove rimase fino alla Repubblica Cisalpina, quando gli eredi del condottiero furono obbligati a rimuoverlo. I discendenti lo disposero momentaneamente in una stanza del palazzo di proprietà famigliare, mentre le ceneri furono messe nel sacello di famiglia presso la chiesa del monastero delle suore Cappuccine.
Il 27 luglio 1799, fu accolta la richiesta della famiglia che chiedeva la ricollocazione del cenotafio nella sua posizione originale, proprio per l'importanza storica del personaggio che aveva salvato la città dall'assedio. Le ceneri sarebbero ancora conservate, dopo un controllo del 1983, nel sacello della chiesa mariana.

## Descrizione
Il monumento è composto da un'arca svasata in marmo bianco, dove tra lo stemma costituito di una scacchiera simbolo della famiglia dei Terni, vi sono le iniziali: B e T. L'arca è poggiante su due mensole. In mezzo vi è l'epigrafe: 
RANTIBvs TEGITvR DIE P [rim]o IVLII MDIIXX»
Sopra l'arca vi è la statua di Bartolino (183 cm) che regge con la destra una lancia dalla punta argentea mentre la sinistra poggia sul fianco. Indossa una cotta di maglia fasciata e chiusa sul corpetto da cinque lacci. Una cintura in vita. La camicia ha le maniche ampie a sbuffo e il colletto abbottonato. Una catena a maglia barbazzale al colle indica la sua appartenenza all'ordine equestre. Indossa calzari allacciati da un fiocchetto. La base della statua riporta la firma dell'autore: LAVRENTIVS BRENIVS FA(ciebat) Lorenzo Bregno.
L'artista ha realizzato il volto del condottiero esattamente come gli fu descritto, con un grosso naso, deformato rispetto all'insieme del viso che è incorniciato dalla pettinature dai corti capelli.